# Caesalpinia aphylla
Caesalpinia aphylla är en ärtväxtart som beskrevs av Rodolfo Amando Philippi. Caesalpinia aphylla ingår i släktet Caesalpinia och familjen ärtväxter. Inga underarter finns listade i Catalogue of Life.